# Вернер Крюер
Вернер Крюер (нім. Werner Krüer; 23 листопада 1914, Бремен — 9 липня 1943, Атлантичний океан) — німецький офіцер-підводник, оберлейтенант-цур-зее резерву крігсмаріне (1 червня 1943).

## Біографія
В березні-вересні 1942 року пройшов курс підводника. З вересня 1942 року — 2-й вахтовий офіцер на підводному човні U-591. В квітні-травні 1943 року пройшов курс командира човна. З 8 червня 1943 року — командир U-590, в той же день вийшов у свій перший і останній похід. 4 липня потопив бразильський торговий пароплав Pelotaslóide водотоннажністю 5228 тонн, який перевозив 6000 тонн вугілля і 400 тонн військового майна, включаючи авіаційні двигуни та запчастини; 5 з 42 членів екіпажу пароплава загинули. 9 липня U-590 був потоплений Атлантичному океані біля берегів Бразилії (03°22′ пн. ш. 48°38′ зх. д.) глибинними бомбами американського летючого човна «Каталіна». Всі 45 членів екіпажу загинули.